# 王廷楨

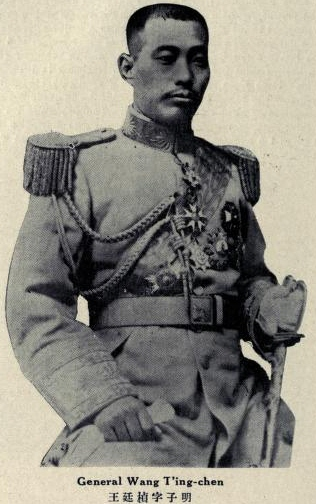

王廷楨（1876年—1940年），字子銘（又作子明），天津府天津县人，清末民初军事将领。

## 生平
他早年在北洋海軍学校学习測量。1901年（光緒27年），他入北洋武備学堂。同年，他留学日本，入陸軍士官学校騎兵科。1903年（光緒29年）他毕业归国。此后他参加陸軍，为御林軍（後来改称禁衛軍）。1909年（宣統元年），他率軍事代表团到法国考察。归国後，他升任禁衛軍統領。
中華民国成立後，禁衛軍改组为馮国璋手下的陸軍第16師，王廷楨继续任師長。1913年（民国2年），他署天津鎮守使。翌年，他改任江蘇省的江寧鎮守使。1917年（民国6年），他任長江巡閲副使。
馮国璋代理大总統任期满后，王廷楨改投皖系。1918年4月，被任命為四省剿匪督辦。1919年（民国8年）12月，他任察哈尔都统。1920年（民国9年），直皖战争期间，王廷楨在居庸关战斗击败皖系军队，皖系敗北。王廷楨丧失了察哈爾都統以及陸軍第16師長的职位。
此後，王廷楨任北京政府高級軍事顧問。1925年（民国14年）11月，他任吴佩孚手下的運輸司令。北京政府倒台後，他回到天津隠居。
1940年（民国29年）他逝世。享年65岁。